# جون جاك روسو
جان جاك روسو (بالفرنسية: Jean-Jacques Rousseau) ولد في جنيف، 28 يونيو 1712 وتُوفي في إيرمينونفيل، 2 يوليو 1778 (عن عمر ناهز 66 عاماً)، هو كاتب وأديب وفيلسوف وعالم نبات جنيفي، يعد من أهم كتاب عصر التنوير، وهي فترة من التاريخ الأوروبي، امتدت من أواخر القرن السابع عشر إلى أواخر القرن الثامن عشر الميلاديين. ساعدت فلسفة روسو في تشكيل الأحداث السياسية، التي أدت إلى قيام الثورة الفرنسية. حيث أثرت أعماله في التعليم والأدب والسياسة.
يُعتبر كتابه: العقد الاجتماعي حجر الزاوية في الفكر السياسي والاجتماعي الحديث. كانت رواية روسو العاطفية «جولي، أو إلواز الجديدة» (1761) ذات تأثير مهم في تطوير الحركة ما قبل الرومانسية والرومانسية في الخيال. يُعتبر عمله بعنوان «في التربية: إميل نموذجًا» (1762) أطروحة تعليمية عن مكان الفرد في المجتمع. مثّلت كتابات روسو للسير الذاتية -مثل كتاب الاعترافات الذي ألفه في عام 1769 ونُشر بعد وفاته والذي أسس السيرة الذاتية الحديثة وكتابه غير المكتمل بعنوان أحلام يقظة جوال منفرد- عصر الحساسية في أواخر القرن الثامن عشر، وأظهرت زيادة التركيز على الذاتية والتأمل اللتين ميّزتا الكتابة الحديثة في وقت لاحق.
كوَّن روسو صداقة مع الكاتب الفلسفي دنيس ديدرو في عام 1742، وشرع لاحقًا للكتابة عن مشكلات ديدرو الرومانسية في كتاب الاعترافات. كان روسو أشهر الفلاسفة بين أعضاء نادي يعقوب خلال فترة الثورة الفرنسية. شُيّد قبره كبطل وطني في معبد بانتيون في باريس في عام 1794 أي بعد 16 عامًا من وفاته.

## النشأة
وُلد روسو في مدينة جنيف بسويسرا. وكانت أسرته من أصل بروتستانتي فرنسي.توفيت أمه عقب ولادته مباشرة، تاركة الطفل لينشأ في كنف والده، الذي عُرف بميله إلى الخصام والمشاجرة. ونتيجة لإحدى المشاجرات عام 1722م، اضطر والد روسو إلى الفرار من جنيف. فتولى عم الصبي مسؤولية تربيته.
وفي عام 1728م، هرب روسو من جنيف، وبدأ حياة من الضياع، ومن التجربة والفشل في أعمال كثيرة. كانت الموسيقى تستهويه دوماً، وظل لسنوات مترددًا بين احتراف الكتابة أو الموسيقى.
وبعد وقت قصير من رحيله عن جنيف، وهو في الخامسة عشرة من عمره، التقى روسو بالسيدة لويز دي وارنز، وكانت أرملة موسرة. وتحت تأثيرها، انضم روسو إلى الكنيسة الرومانية الكاثوليكية. ومع أن روسو كان أصغر من السيدة دي وارنز باثني عشر أو ثلاثة عشر عامًا، إلا أنه استقر معها بالقرب من مدينة شامبيري، في دوقية سافوي. وقد وصف سعادته بعلاقتهما في سيرته الذاتية الشهيرة اعترافات التي كتبت في عام 1765 أو 1766م - 1770م، ونُشرت عامي 1782م و1788م، ولكن العلاقة لم تدم، فقد هجرها روسو أخيرًا عام 1740م
وفي عام 1741م أو 1742م، كان روسو في باريس يجري وراء الشهرة والثروة، وقد سعى إلى احتراف الموسيقى. وكان أمله يكمن في وضع نظام جديد للعلامات والرموز الموسيقية قد كان ابتكره. وقدم المشروع إلى أكاديمية العلوم، ولكنه أثار قدرًا ضئيلاً من الاهتمام.
في باريس، اتَّصل روسو بالفلاسفة وهي جماعة من مشاهير كتاب وفلاسفة العصر. وحصل على التشجيع المادي من مشاهير الرأسماليين. ومن خلال رعايتهم، خدم روسو أمينًا للسفير الفرنسي في البندقية خلال عامي 1743، 1744م.

## فلسفته
نظر روسو إلى نظرية حالة الطبيعة الافتراضية كدليل معياري نظرًا لتشاركه مع الفلاسفة الآخرين في عصره. انتقد هوبز لتأكيده على «كون الإنسان شريرًا بشكل طبيعي لعدم امتلاكه أي فكرة عن الخير في حالة الطبيعة، وأنه شرير لأنه لا يعرف الفضيلة». نظر روسو إلى الموضوع بشكل معاكس، فرأى أن الأخلاق الفاسدة تسود في حالة الطبيعة، وأشاد بشكل خاص بالاعتدال المثير للإعجاب للكاريبيين في تعبيرهم عن الرغبة الجنسية على الرغم من أنهم يعيشون في مناخ حار يثير الرغبات.
أكد روسو أن مرحلة التطور البشري المرتبطة بما أسماه الوحشية كانت الأفضل أو الأنسب في التطور البشري، وذلك بين أدنى المرحلة الأنسب للحيوانات الوحشية من ناحية وأقصى الحضارة المنحلّة من ناحية أخرى. «ما من شيء ألطف من الرجل في حالته البدائية، وذلك عندما توضع الطبيعة على مسافة متساوية من غباء المتوحشين والتنوير القاتل للإنسان الحضاري». 
يُعزى منظور العديد من علماء البيئة اليوم إلى روسو الذي اعتقد أنه كلما زاد عدد الرجال المنحرفين عن حالة الطبيعة كلما كان وضعهم أسوأ. أظهر روسو إيمانه بتدهور كل شيء في أيدي الرجال، وقال إن الرجال سيكونون أحرارًا وحكماء وجيدين في حالة الطبيعة، وأن الغريزة والعاطفة هي أصوات وتعليمات لطبيعة حياة جيدة عندما لا تُشوَّه بالقيود غير الطبيعية للحضارة. تقف فكرة روسو حول الوحشية النبيلة في معارضة مباشرة للإنسان الحضاري.

### النظرية السياسية
يحدد كتاب العقد الاجتماعي لروسو الأساس لنظام سياسي شرعي في إطار جمهوري تقليدي. نُشر الكتاب في عام 1762، وأصبح أحد أكثر أعمال الفلسفة السياسية تأثيرًا في التقليد الغربي. طور الكتاب بعض الأفكار المذكورة في عمل سابق (مقال بعنوان الاقتصاد السياسي) ظهر في موسوعة ديدرو. تبدأ الأطروحة بالسطور الافتتاحية المثيرة: «يولد الإنسان حرًا وهو مقيد في كل مكان. إن أولئك الذين يعتقدون أنفسهم سادة الآخرين هم في الحقيقة عبيد أكبر منهم».
ادّعى روسو أن حالة الطبيعة كانت حالة بدائية بدون قانون أو أخلاق تركها البشر لفوائد وضرورة التعاون. تطلَّب تقسيم العمل والملكية الخاصة من الجنس البشري الاعتماد على مؤسسات القانون مع تطور المجتمع. يميل الإنسان إلى التنافس بشكل متكرر مع زملائه من الناس بينما يزداد اعتماده عليهم في المرحلة المتدهورة من المجتمع. يهدد هذا الضغط المزدوج كلًا من بقائه وحريته.
وفقا لروسو، يستطيع الأفراد الحفاظ على أنفسهم والبقاء أحرارًا من خلال الانضمام إلى المجتمع المدني عن طريق العقد الاجتماعي والتخلي عن مطالبهم بالحق الطبيعي، وذلك لأن الخضوع لسلطة الإرادة العامة للشعب ككل يضمن للأفراد عدم الخضوع لإرادة الآخرين ويضمن أيضًا طاعتهم لأنفسهم بشكل جماعي لأنهم هم من وضعوا القانون.
يميز روسو بشدة بين السيادة والحكومة، على الرغم من أنه يجادل بأن السيادة (أو سلطة سن القوانين) يجب أن تكون في أيدي الشعب. تتألف الحكومة من قضاة مكلفين بتنفيذ وتطبيق الإرادة العامة. السيادة هي حكم القانون الذي تقرره بشكل مثالي الديمقراطية المباشرة في مجلس ما.

### التعليم وتربية الطفل
لا تركز فلسفة روسو في مجال التعليم على التقنيات الخاصة بنقل المعلومات والمفاهيم، ولكنها تركز على تطوير شخصية التلميذ وإحساسه الأخلاقي، وذلك ليتسنى له تعلم التمكن من الذات والبقاء فاضلاً حتى في المجتمع غير الطبيعي والناقص الذي سيضطر إلى العيش فيه. ينشأ الصبي المُفترض إميل في الريف، والذي يعتقد روسو أنه بيئة طبيعية وصحية أكثر من المدينة، ويعيش تحت وصاية معلم يرشده خلال تجارب تعليمية مختلفة يرتبها المعلم بنفسه. نسمي اليوم هذا بالأسلوب التأديبي للعواقب الطبيعية. شعر روسو أن الأطفال يتعلمون الصواب والخطأ من خلال تجربة عواقب أفعالهم بدلًا من العقاب البدني. يتأكد المعلم من عدم تعرض إميل لأي ضرر خلال تجاربه التعليمية.
تنبأت بعض أفكاره بالأفكار الحديثة بطرق عديدة ولم يفعل ذلك بعضها الآخر، إذ آمن روسو بالتفوق الأخلاقي للعائلة الأبوية على النموذج الروماني العتيق. تربّت صوفي المرأة الشابة التي قُدِّر لإميل الزواج بها باعتبارها رمزًا للأنوثة المثالية على أن يحكمها زوجها، بينما تربّى إميل باعتباره رمزًا عن الرجل المثالي ليكون سيد نفسه. هذه ليست سمة عرضية لفلسفة روسو التربوية والسياسية، ولكنها ضرورية لمقداره من التمييز بين العلاقات الخاصة والعلاقات الشخصية والعالم العام للعلاقات السياسية.
انتقدت النسويات مثل ماري ولستونكرافت ابتداءً من أواخر القرن الثامن عشر في عام 1792 روسو بسبب تأطيره للنساء في المجال المنزلي إلا إذا أُبقين وقُيِّدن في المنزل لأسباب تتعلق بالحياء والعار. خشي روسو «أن يُضطهد الرجال من قبل النساء، ولأن الرجال سيكونون ضحايا للنساء بسبب السهولة التي تثير بها النساء حواس الرجال». رأى معاصروه الأمر بطريقة مختلفة بسبب اعتقاده بأنه يجب على الأمهات أن يرضعن أطفالهن. كتب الكاتب والمؤرخ مارمونتيل عما قالته زوجته بأنه «يجب على كل منا أن يغفر شيئًا ما لشخص علمنا أن نكون أمهات».

## الإرث

### الإرادة العامة
لم تكن فكرة روسو عن الإرادة العامة من ابتكاره الخاص، ولكنها أتت من مفردات تقنية راسخة من الكتابات القانونية واللاهوتية التي كانت تُستخدم في ذلك الوقت. استُخدمت هذه العبارة لدى ديدرو والفيلسوف مونتسكيو (ومعلمه الراهب أوركاتور نيكولاس مالبرانش). ساعدت هذه الفكرة في تحديد المصلحة المشتركة المجسدة في التقاليد القانونية بأنها مختلفة عنها وتجاوز المصالح الخاصة والمحددة للأشخاص في أي وقت محدد. أظهرت أيضًا إيديولوجية ديمقراطية إلى حد ما، إذ أعلنت أن على المواطنين في أي دولة تنفيذ أي عمل يُعتبر ضروريًا في التجمع السيادي الخاص بهم.

### الثورة الفرنسية
لاحظ إدموند بيرك تأثير روسو على الثورة الفرنسية، وانتقدها روسو في كتيبه السياسي بعنوان «تأملات حول الثورة في فرنسا»، وانتشر هذا النقد في جميع أنحاء أوروبا مما دفع كاثرين العظيمة إلى حظر أعماله. استمرت هذه العلاقة بين روسو والثورة الفرنسية (وخاصة الإرهاب) خلال القرن التالي. قال المؤرخ فرانسوا فوريت: «يمكننا أن نرى أن روسو كان في قلب تفسير الثورة لكل من معجبينها ونقادها طوال القرن التاسع عشر».

### التأثير على الثورة الأمريكية
ترك روسو تأثيرًا بسيطًا على الآباء المؤسسين للولايات المتحدة بغض النظر عن أوجه التشابه بين أفكارهم كما قال بعض العلماء. شاركوا معتقداتهم فيما يتعلق بالدليل الذاتي على أن جميع الرجال خلقوا متساويين، والاعتقاد بأن مواطني الجمهورية يتعلمون بنفقة عامة. يمكن الموازاة بين مفهوم دستور الولايات المتحدة عن الرفاهية العامة ومفهوم روسو عن الإرادة العامة. توجد المزيد من القواسم المشتركة بين الديمقراطية الجيفرسونيّة وثناء روسو على سويسرا واقتصادات كورسيكا للمنازل المعزولة والمستقلة، وتأييده للميليشيا المنظمة بشكل جيد مثل تلك الموجودة في الكانتونات السويسرية.
كان الكاتب نوح ويبستر (1758-1843) أحد أهم أتباع روسو، إذ تأثر بأفكاره في علم أصول التدريس في كتابه عن الصبي إميل. أنشأ ويبستر قاموسه وفقًا لأفكار روسو حول مراحل تطور الطفل الفكرية.
ربما كان لكتابات روسو تأثيرًا غير مباشر على الأدب الأمريكي من خلال كتابات ووردزوورث وكانط، والتي كانت مهمة لأحد أبرز أعلام الفلسفة المتعالية في نيو إنغلاند رالف والدو إيمرسون، وكذلك الموحدين مثل اللاهوتي ويليام إليري تشانينغ. تعكس رواية «آخر سلالة الموهيكيين» والروايات الأمريكية الأخرى المُثل العليا للجمهورية والمساواة لدى الفيلسوف توماس بين وفي البدائية الإنجليزية الرومانسية.

## علامة في تاريخ حياة روسو
كانت نقطة التحول في حياة روسو عام 1749م، حين قرأ عن مسابقة، تكفـَّلت برعايتها أكاديمية ديجون، التي عرضت جائزة مالية لأحسن مقال عن موضوع «هل إحياء النشاط في العلوم والفنون سيؤدي إلى الإسهام في تطهير السلوك الأخلاقي ؟». وما أن قرأ روسو عن المسابقة حتى أدرك المجرى الذي ستتّجه إليه حياته. وهو معارضة النظام الاجتماعي القائم الذي كان يشعر بالاستياء منه كثيرا، ما بين طبقة غنية تهتم بالبذخ والمظاهر والتفاخر، وطبقة كبيرة من الفقراء المعدمين، وقرر أن يمضي فيما بقي من حياته في بيان الاتجاهات الجديدة للتنمية الاجتماعية. وقدم روسو مقاله إلى الأكاديمية تحت عنوان: بحث علمي في العلوم والفنون عام 1750 /1751 م، حمل فيه على العلوم والفنون لإفسادها الإنسانية. ففاز بالجائزة، كما نال الشهرة التي ظل ينشُدها منذ أمد بعيد ولكنه كان يفضل الانعزال والتفكير.
في عام 1755م نشر روسو في إطار مسابقة أخرى تحت رعاية نفس الأكاديمية مقالته المعروفة بالخطاب الثاني تحت عنوان «خطاب حول مصدر وأسس اللاعدالة بين الناس» والذي أتم به شهرته وأحدث على غرار الخطاب الأول جدلاً واسعاً، وانصب عليه عداء الحاكم وطبقة الأثرياء.
بدعوةٍ من السيدة لويز دي إبيني، «فر» روسو باريس واستقر بمونمورانسي من سنة 1756م إلى سنة 1762م.

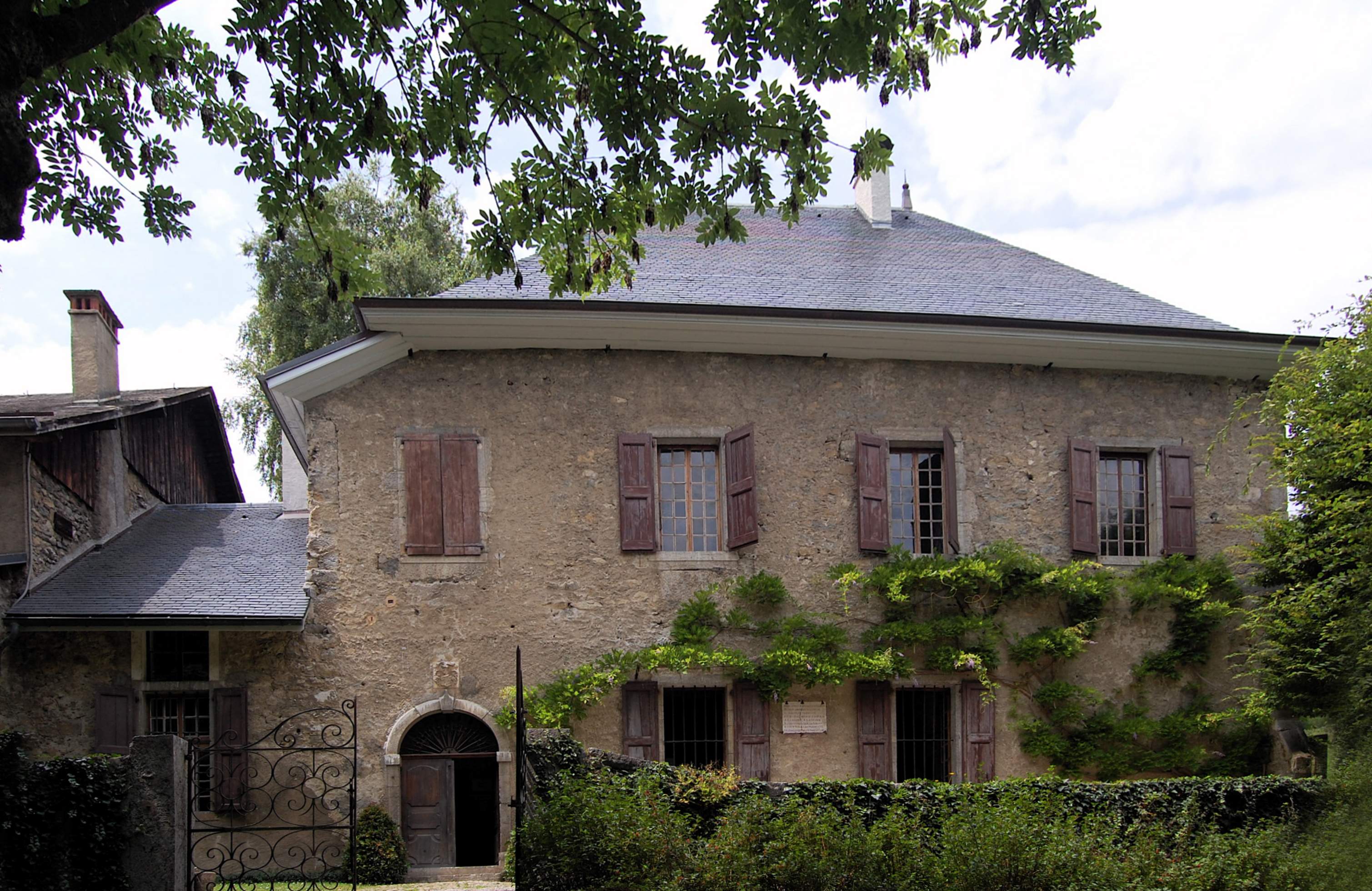
المنزل الذي كان يسكنه مع زوجته في السابق

## أعماله
تتسم آخر أعمال روسو بالإحساس بالذنب وبلغة العواطف. وهي تعكس محاولته للتغلب على إحساس عميق بالنقص، ولاكتشاف هويته في عالم كان يبدو رافضًا له.
حاول روسو في ثلاث محاورات صدرت أيضًا تحت عنوان قاضي جان جاك روسو كُتبت في المدة بين عامي 1772 - 1776م، ونُشرت عام 1782م، حاول الرد على اتهامات نقاده، ومن يعتقد أنهم كانوا يضطهدونه. أما عملُه الأخير، الذي اتسم بالجمال والهدوء، فكان بعنوان أحلام اليقظة للمتجول الوحيد (كُتبت بين عامي 1776 و1778م، ونُشرت عام 1782م). كذلك، كتب روسو شعرًا ومسرحيات نظمًا ونثرًا. كما أن له أعمالاً موسيقية من بينها مقالات كثيرة في الموسيقى والمسرحية الغنائية (أوبرا) ذات شأن تسمى عرّاف القرية، ومعجم الموسيقى (1767م)، ومجموعة من الأغنيات الشعبية بعنوان العزاء لتعاسات حياتي (1781م). وفضلاً عن ذلك، كتب روسو في علم النبات، وهو علم ظل لسنوات كثيرة تتوق نفسه إليه.

## في التربية
كتب روسو كتابا رئيسيا في التربية اسمه  «في التربية: إميل نموذجاً»  على هيئة قصة طفل. وتبدأ القصة بنشأة الطفل إميل وتنتهي بزواجه وهو في سن 25 سنة. يربي النشء على طبيعته بدون إجباره على حفظ العلوم والثقافات، بذلك يتعلم النشئ من طبيعة ميوله وبالتجربة الشخصية.
وأهم ما يصبوا إليه روسو أن ينشأ في الطفل الشعور الاجتماعي. وكما يؤكد روسو على استقلالية النشء، فيجب أن يكون هذا مقترنا بتوجيه خفي بحيث تتفق ميول النشء مع ما يريده المعلم. ففي كتاب «إميل أو التربية» يقول روسو:«اتبعوا مع النشء الطريقة العكسية، وهي أن يشعر النشئ بأنه هو صاحب الاختيار. فلا توجد استجابة وتكريس إلا بالشعور بأن المرء حرا فيما يتعلمه. هذا هو التكريس الحقيقي».
و يرى روسو أن النشء الذي ينشأ على تلك الطريقة الحرة هو الأصلح لمجتمعه.
انتشرت طريقة روسو في تربية النشء سريعا في مختلف الدول الأوروبية، وهي تعتبر حتى يومنا هذا الطريقة الأساسية لطرق التعليم الحديثة.

## أفكاره

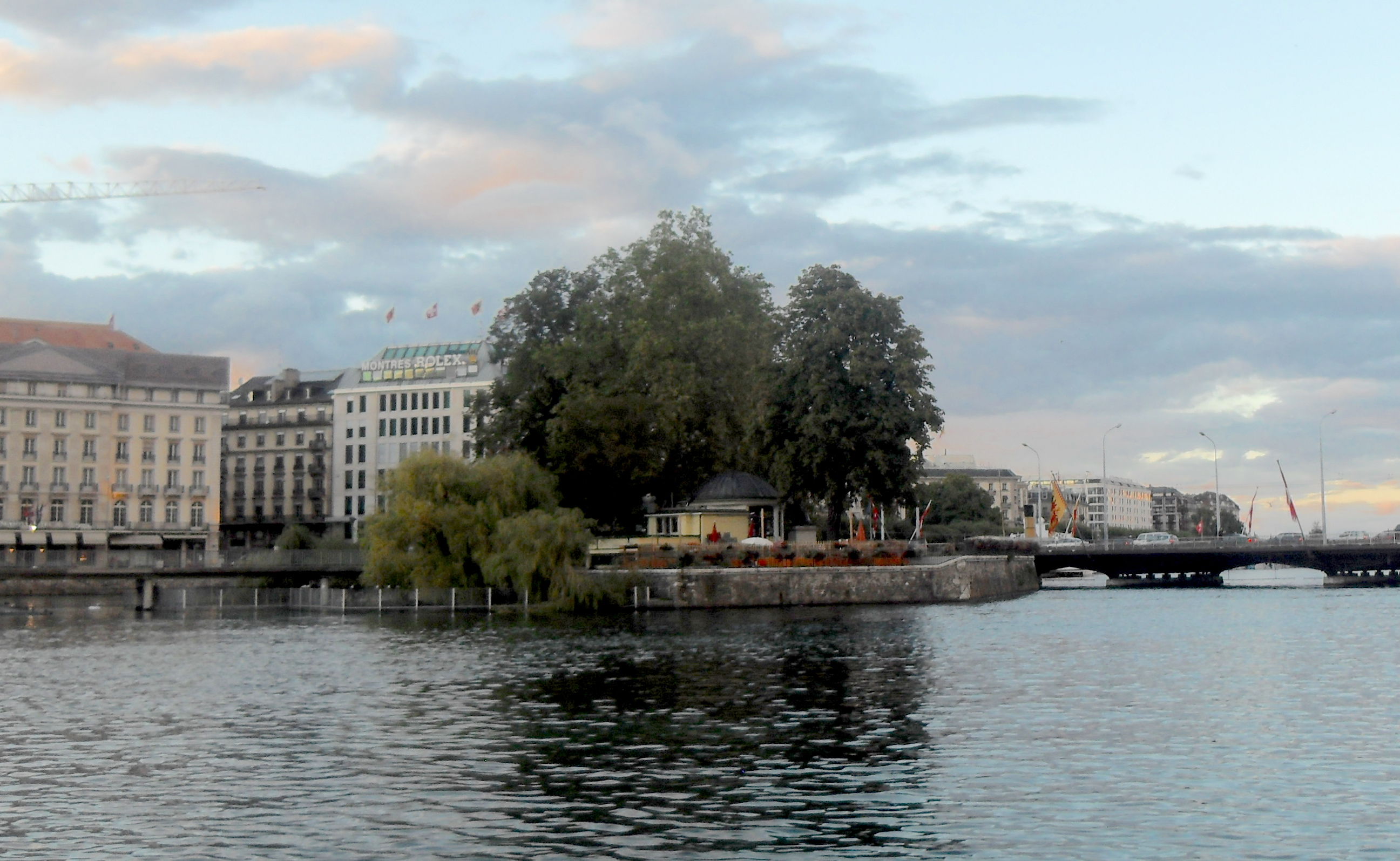
جزيرة روسو في جنيف، سويسرا

قام روسو بانتقاد المجتمع في رسائل عديدة. ففي رسالته تحت عنوان: «بحث في منشأ وأسس عدم المساواة» (1755م)، هاجم المجتمع والملكية الخاصة باعتبارهما من أسباب الظلم وعدم المساواة.
وكتابه «هلويز الجديد» (1761م) مزيج من الرواية الرومانسية والعمل الذي ينتقد بشدة زيف المبادئ الأخلاقية التي رآها روسو في مجتمعه. وفي كتابه «العقد الاجتماعي» (1762م)، وهو علامة بارزة في تاريخ العلوم السياسية، قام روسو بطرح آرائه فيما يتعلق بالحكم وحقوق المواطنين. وفي روايته الطويلة «إميل» (1762م) أعلن روسو أن الأطفال، ينبغي تعليمهم بأناة وتفاهم. وأوصى روسو بأن يتجاوب المعلم مع اهتمامات الطفل. وحذر من العقاب الصارم ومن الدروس المملة، على أنه أحس أيضًا بوجوب الإمساك بزمام الأمور لأفكار الأطفال وسلوكهم.
كان روسو يعتقد أن الناس ليسوا مخلوقات اجتماعية بطبيعتهم، معلنًا أن من يعيشون منهم على الفطرة معزولين عن المجتمع، يكونون رقيقي القلب، خالين من أية بواعث أو قوى تدفعهم إلى إيذاء بعضهم بعضًا. ولكنهم ما إن يعيشوا معًا في مجتمع واحد حتى يصيروا أشرارًا. فالمجتمع يُفسد الأفراد من خلال إبراز ما لديهم من ميل إلى العدوان والأنانية.
لم يكن روسو ينصح الناس بالعودة إلى حالة من الفطرة. بل كان يعتقد أن الناس بوسعهم أن يكونوا أقرب ما يكونون إلى مزايا هذه الحالة، إذا عاشوا في مجتمع زراعي بسيط، حيث يمكن أن تكون الرغبات محدودة، والدوافع الجنسية والأنانية محكومة، والطاقات كلها موجهة نحو الانهماك في الحياة الجماعية. وفي كتاباته السياسية، رسم روسو الخطوط العريضة للنظم التي كان يعتقد، أنها لازمة لإقامة ديمقراطية يشارك فيها كافة المواطنين.
يعتقد روسو أن القوانين يتعيّن عليها أن تعبر عن الإرادة العامة للشعب. وأي نوع من الحكم يمكن أن يكتسب الصفة الشرعية مادام النظام الاجتماعي القائم إجماعيًا. واستنادًا إلى ما يراه روسو، فإن أشكال كافة الحكم تتجه في آخر الأمر إلى الضعف والذبول. ولا يمكن كبح التدهور إلا من خلال الإمساك بزمام المعايير الأخلاقية، ومن خلال إسقاط جماعات المصالح الخاصة. وقد تأثر روبسْبيير وغيره من زعماء الثورة الفرنسية بأفكار روسو بشأن الدولة، كما أن هذه الأفكار كانت مبعث إلهام لكثير من الاشتراكيين وبعض الشيوعيين.
وكان جان جاك روسو طرفا في الصراع بين القدماء والمعاصرين، وهو جدال أدبي وفني احتدم في فرنسا، ونجد موقف روسو في خطابه «خطاب إلى السيد دو أليمبرت».

## نفوذه الأدبي
مهد روسو لقيام الرومانسية، وهي حركة سيطرت على الفنون في الفترة من أواخر القرن الثامن عشر إلى منتصف القرن التاسع عشر الميلاديين؛ فلقد ضرب روسو، سواء في كتاباته أو في حياته الشخصية، المثل على روح الرومانسية، من خلال تغليبه المشاعر والعواطف على العقل والتفكير، والنزوة والعفوية على الانضباط الذاتي. وأدخل روسو في الرواية الفرنسية الحب الحقيقي المضطرم بالوجدان، كما سعى إلى استخدام الصور الوصفية للطبيعة على نطاق واسع، وابتكر أسلوبًا نثريا غنائيًا بليغًا. وكان من شأن اعترافاته أن قدمت نمطًا من السير الذاتية التي تحوي أسرارًا شخصية.

## من أقوال روسو الشهيرة
- الحرية صفة أساسية للإنسان، وحق غير قابل للتفويت، فإذا تخلى الإنسان عن حريته فقد تخلى عن إنسانيته وعن حقوقه كإنسان.
- والحرية تعني تمتع الفرد بجميع حقوقه السياسية، الاقتصادية، الاجتماعية والثقافية في اطار قانوني.
- الإنسان ولد طيبا بطبعه ولكن المجتمع هو الذي يفسده.
- وكان يحث على الاعتماد على الضمير للتفرقة بين الطيب والخبيث في المعاملات، وكان يرى أن الأديان جميعها تعمل على توجيه الناس إلى ما فيه خير المجتمع.
- يحث روسو على الاهتمام بالطفل والنشأة واحترامهم واتاحة الفرصة لهم للتعلم بالتجربة، والتقليل من منعهم عمل هذا أو ترك هذا. وكان يقول أن التلميذ يتعلم من زملائه أكثر مما يتعلمه من المدرسة.وكتب كتابا في التربية يسمى «إميل»، يعد مرجعا هاما إلى يومنا هذا لكل من يقوم بالتدريس. ما لبث أن صدر هذا الكتاب في سويسرا حتى انتشر سريعا في مختلف الدول الأوروبية للاعتماد علية في طرق التربية والتدريس، وكان عاملا مؤثرا على النهضة في هذا المجال.
- وقائع التاريخ الكبرى عائمات جليد ، طرفها ظاهر فوق الماء ، وكتلتها الرئيسة تحت سطحه ، ومن يريد استكشافها عليه أن يغوص.[12]

## حياته المتأخرة
عندما تحول روسو إلى المذهب الكاثوليكي، خسر حقوق المواطنة في جنيف. ولكي يستعيد هذه الحقوق تحول مرة أخرى عام 1754م إلى المذهب البروتستانتي. وفي عام 1757م اختلف مع الفلاسفة؛ لأنه استشعر منهم الاضطهاد.

## وصلات خارجية
- منشورات من تأليف وحول جان جاك روسو (بالفرنسية)
- الجمعية الدولية لأصدقاء المتحف - جان جاك روسو (بالفرنسية)
- مقالات تستعمل روابط فنية بلا صلة مع ويكي بيانات

لا توجد روابط لمواقع التواصل الاجتماعي.